# سیارک ۳۸۵۰
سیارک ۳۸۵۰ (به انگلیسی: 3850 Peltier، نامگذاری:1986TK2) سه هزار و هشتصد و پنجاهمین سیارک کشف شده‌است که در ۷ اکتبر ۱۹۸۶ کشف شد.
قدر مطلق سیارک برابر ۱۳٫۹۰ است.